# Leon Manteuffel-Szoege
Pour les articles homonymes, voir Manteuffel.
Leon Manteuffel-Szoege est né le 5 mai 1904 et décédé le 26 mars 1973, est un cardiologue polonais d'origine allemande. 

## Biographie
Il a émis la théorie que le cœur pourrait n'être qu'un organe de régulation rythmique de la circulation sanguine au lieu d'en être la cause comme le ferait une pompe. Pour le démontrer, il a procédé à des expériences sur des chiens en dérivant la circulation en dehors du cœur. Il a alors constaté que le débit-minute était considérablement augmenté. Selon ses dires, si le cœur était une pompe, il aurait constaté une diminution ou même un arrêt de la circulation.

### Articles
- Réflexions sur la nature des fonctions mécaniques du cœur. Minerva Cardioangiolica Europea, VI, 1958.
- Remarks on Energy Sources of Blood Circulation. Bulletin de la Société Internationale de Chirurgie, XIX, 1960.
- Energy Sources of Blood Circulation and the Mechanical Action of the Heart, Thorax, XV, 1960. Texte en ligne
- New Observations concerning the Haemodynamics of Deep Hypothermia, Journal of Cardiovasculary Surgeon, III, 1962.
- Haemodynamic Disturbances in Normo- and Hypothermia with Excluded Heart and during Acute Heart Muscle Failure", Journal of Cardiovasculary Surgeon, IV, 1964.
- On stopping and restarting of circulation in deep hypothermia, Journal of Cardiovasculary Surgeon, V, 1964.
- On the possibilites of blood circulation continuing after stopping the heart, Journal of Cardiovasculary Surgeon, VII, 1966.
- On the movement of the blood, The British Homoeopathic Journal, 1969-70.

### Livres
- Über die Bewegung des Blutes, Freies Geistesleben, 1977,  (ISBN 3772501133) et  (ISBN 978-3772501135)